# Natalie Hemby
Natalie Nicole Hemby Wrucke (Puxico, 24 de março de 1977) é uma cantora e compositora norte-americana de música country.